# Lieu de maîtrise
Le lieu de maîtrise (ou locus of control en anglais) est un concept de psychologie dont Julian Rotter a posé les bases en 1954 dans le cadre de sa théorie de l'apprentissage social avant de le formaliser en 1966. Il désigne la manière dont les individus perçoivent l'origine des événements qui influencent le cours de leur vie. Ce lieu symbolique se situe sur un continuum allant d'une perception de maîtrise interne (« je suis responsable de tout ce qui m'arrive ») à une perception de maîtrise externe (« ce sont les autres ou les circonstances »). Cette grille de lecture est largement utilisée en psychologie de la santé, en psychologie de l'éducation et en psychologie du travail.

## Définition et historique
Le lieu de la maîtrise perçue reflète la tendance des individus à considérer que les événements qui les touchent découlent de leurs propres choix ou, au contraire, de circonstances extérieures sur lesquelles ils ont peu d’emprise, comme la chance, le hasard ou l’autorité d’autres personnes,. Julian Rotter a introduit ce concept en 1954 dans le cadre de sa théorie de l'apprentissage social, qui postule que les attentes et les encouragements façonnent les comportements humains. Bien que certains auteurs aient souligné l'influence de concepts comme celui d'attribution causale (développé par Fritz Heider), Rotter est reconnu comme l'inventeur de la notion de lieu de maîtrise.
Les travaux antérieurs de Kurt Lewin sur la psychologie des champs et ceux d’Albert Bandura sur l’autoefficacité ont influencé ce concept. Dans les années 1970, Hannah Levenson a enrichi le modèle en proposant une version de l'échelle du lieu de maîtrise à trois facteurs : interne (maîtrise personnelle), chance (facteurs aléatoires) et influence d'autrui (pouvoir des autres ou des institutions). 

## Les différentes orientations du lieu de maîtrise

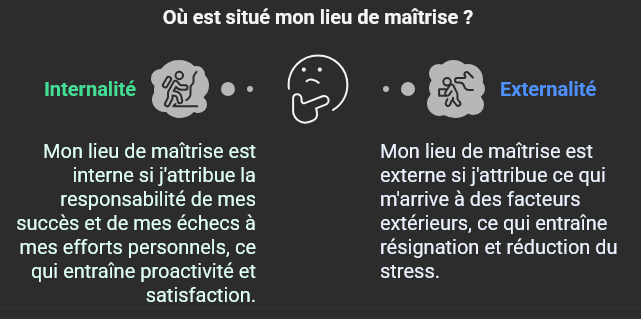
L'échelle de Rotter situe le lieu de maîtrise dans un continuum allant de l'internalité à l'externalité.

### Le lieu de maîtrise interne
Certains individus ont tendance à penser que ce qui leur arrive dépend surtout d’eux-mêmes. On dit que leur lieu de maîtrise subjective est interne. Ces personnes ont tendance à :
- se sentir responsables de leurs succès et échecs ;
- être plus proactives et motivées ;
- éprouver une plus grande satisfaction personnelle[8].

Par exemple, s'il réussit à un examen, un étudiant à l'orientation interne va attribuer son succès à ses heures de révision et à sa discipline.
Une internalité excessive peut entraîner du stress ou de la culpabilité, notamment dans des situations indépendantes de sa volonté, comme une maladie grave.

### Le lieu de maîtrise externe
Si le lieu de leur maîtrise perçue est externe, les individus attribuent ce qui survient à des forces indépendantes de leur volonté, telles que la chance, le hasard ou l'influence d'autres personnes. Ces personnes ont tendance à :
- se sentir moins responsables de leurs échecs ;
- être plus résignées face aux difficultés ;
- éprouver moins de stress dans des situations indépendantes de leur volonté[10].

Par exemple, s'il échoue à un examen, un candidat à l'orientation externe attribuera son revers à la difficulté de l'examen ou à la sévérité de l'examinateur.
En général, les échecs sont imputés à des facteurs extérieurs (externalisés), tandis que les succès sont revendiqués (internalisés). Ce biais est particulièrement marqué chez les individus au lieu de maîtrise externe. Ce phénomène s’explique en partie par la valence affective des événements : les échecs pèsent, les succès réconfortent.
Le modèle de Levenson distingue deux dimensions lorsque le lieu de la maîtrise subjective d'un individu est externe :
- la chance : les événements sont attribués à des facteurs aléatoires ou imprévisibles ;
- l'influence d'autrui : les événements sont attribués à l'action ou à l'autorité d'autres personnes, d'institutions ou de figures extérieures[12].

### Facteurs de déplacement du lieu de maîtrise
Le lieu de la maîtrise perçue de la plupart des individus se situe quelque part entre internalité et externalité, selon les domaines de leur existence ou les contextes vécus, en se référant à l’échelle interne-externe de Rotter. Ce lieu symbolique constitue une dimension structurante de la personnalité. Il est relativement stable. Toutefois, certains événements majeurs – perte d’emploi, maladie grave, rupture affective – peuvent en provoquer un déplacement, en réorientant la perception de la maîtrise vers l’intérieur ou l’extérieur, selon l’interprétation subjective de ces expériences,.

## La norme d'internalité
Selon Jean-Léon Beauvois (1984), la culture occidentale valorise les personnes qui privilégient les explications internes (effort, motivation, compétences) plutôt que les explications externes (chance, circonstances) lorsqu’elles parlent de leurs succès et de leurs échecs. Cette tendance, appelée norme d’internalité, est renforcée par des institutions socioculturelles comme les écoles, les entreprises ou les organismes de formation.

### Influence de la norme d’internalité dans les jugements sociaux

#### L’évaluation professionnelle
En entreprise, face à un recruteur, un candidat dont le lieu de maîtrise est interne peut être jugé aussi favorablement qu’un candidat aux performances élevées, mais dont le lieu de maîtrise est externe, même si ses performances sont moyennes,. L’internalité peut neutraliser l’effet d’autres variables, comme l’apparence physique, dans les décisions de recrutement. Ainsi, une apparence physique non conventionnelle ou moins avantageuse devient secondaire face à une démonstration de maîtrise et de responsabilité.

#### L’évaluation scolaire
Dans le domaine éducatif, la norme d’internalité influence également les jugements des enseignants. Dubois et Le Poultier (1991) ont montré qu'ils favorisent les élèves qui attribuent leurs résultats à des facteurs internes (effort, discipline) plutôt qu’à des facteurs externes (difficulté de la tâche, chance). Une étude ultérieure de Pansu et Bressoux (2003) a confirmé cette tendance, même lorsque les enseignants évaluent leurs propres élèves en tenant compte de multiples variables.

### Biais liés à la catégorie socioprofessionnelle
Les recherches révèlent que les individus issus de milieux favorisés ont tendance à avoir un lieu de maîtrise plus interne que ceux issus de milieux défavorisés. Selon Beauvois et Le Poultier, cette différence s’explique en partie par la norme d’internalité, davantage valorisée et activée par les groupes sociaux dominants. Par exemple, Pansu (1994) a observé que les cadres hiérarchiques présentent un score moyen d’internalité supérieur à celui des exécutants. De même, Gangloff (1998) a montré que cette différence est moins marquée dans le secteur public que dans le secteur privé.

## Critiques et limites du concept

### Biais culturels
Le concept de lieu de maîtrise est parfois critiqué pour son centrage sur les cultures occidentales individualistes. Sa formulation simplifiée ne rend pas toujours compte de la complexité des croyances individuelles quant à leur capacité à influencer les événements.

### Représentation subjective de la chance
La notion de chance est également relative. Un individu peut, par exemple, bénéficier d’une chance exceptionnelle — comme obtenir les dernières places d’un concert — sans que cela reflète nécessairement un lieu de maîtrise externe.

## Situer son lieu de maîtrise

### Échelle de Rotter
L'échelle de Rotter (1966), composée de 29 items à choix forcé, est l'outil le plus utilisé, bien qu’elle ait été critiquée pour son manque de nuances. Elle situe le lieu de la maîtrise d'un individu sur un axe entre deux pôles :
- l'internalité : perception d’une maîtrise personnelle des événements ;
- l'externalité : croyance que des institutions, d’autres personnes, la chance ou le hasard déterminent le cours de sa vie.

### Échelle de Levenson
L’échelle IPC (internalité, pouvoir des autres, chance), développée par Hannah Levenson pour pallier les limites de l’échelle IE (internalité, externalité) de Rotter, situe le lieu de la maîtrise dans une grille tridimensionnelle entre :
- l’internalité : perception d’une maîtrise personnelle des événements ;
- l’influence d'autrui : croyance que des institutions ou d’autres personnes déterminent le cours de sa vie ;
- le hasard : importance accordée à des facteurs aléatoires ou imprévisibles[25].

### Échelle multidimensionnelle du lieu de maîtrise en santé
Cet outil conçu par Wallston, Wallston et DeVellis (Multidimensional Health Locus of Control – MHLC, 1978), validée en version française (Bruchon-Sweitzeir, 2002), situe le lieu de la maîtrise dans le champ de la santé entre trois pôles :
- l’internalité : l’individu se sent responsable de son état de santé ;
- l’influence d'autrui : les médecins ou l’entourage sont perçus comme responsables ;
- le hasard : l'état de santé est vu comme non maîtrisable, fruit du hasard[26].

### Échelle du lieu de maîtrise pour enfants de Nowicki et Strickland
Spécialement conçue pour les enfants et adolescents, la Children LOC Scale (1973), échelle à deux facteurs, permet de situer leur lieu de maîtrise dans le contexte scolaire.

### Échelle du lieu de maîtrise en sevrage tabagique
Développée par Amanda Georgiou et Clare Bradley, la Smoking Locus of Control Scale (1992) évalue les croyances d’attribution relatives à l’arrêt du tabac. Elle situe le lieu de maîtrise perçue du sujet sur une grille à trois facteurs :
- l'internalité et le hasard : combinaison ambivalente entre responsabilité personnelle et facteurs aléatoires, fréquente dans les comportements à risque ;
- l'influence des proches : attribution aux encouragements, à la pression ou au soutien de l’entourage immédiat ;
- l'influence des figures d'autorité : perception que le succès du sevrage dépend d’intervenants dotés d’un pouvoir ou d’une autorité reconnue (médecins, institutions)[28].

### Échelle d’internalité pour personnes âgées
L’échelle hiérarchique d’internalité pour personnes âgées (EHIPA), conçue par Daniel Alaphilippe et Gérard Chasseigne (1993), est un outil utilisé en psychologie du vieillissement, en psychogérontologie et dans l’accompagnement psychosocial. Elle permet d’évaluer la tendance d’une personne âgée à attribuer les événements à des causes internes, en distinguant deux formes d’internalité : l’internalité d’efficacité, associée à un sentiment d’agentivité, et l’internalité de culpabilité, liée à une autodépréciation. L’externalité n’est pas évaluée en tant que facteur distinct, l’objectif de l’échelle étant de qualifier la nature de l’internalisation plutôt que de situer l’individu sur un continuum entre internalité et externalité.

### Échelle du lieu de maîtrise en contexte sportif
L'échelle LOCPSI, développée par Yvan Paquet, Sophie Berjot et Nicolas Gillet (2002) d'après les exigences et contraintes de la performance en sport individuel, situe le lieu de la maîtrise entre :
- l’internalité : efforts et comportement personnels ;
- l’influence de l'entraîneur ;
- les adversaires ;
- la chance[30].

### Échelles du lieu de maîtrise en milieu professionnel
Développée par Paul Spector (1988), la Work Locus of Control Scale (WLCS) situe la position subjective d’un individu face aux événements professionnels :
- soit il se perçoit comme acteur de ses résultats ;
- soit il attribue sa situation à des forces externes telles que la hiérarchie ou l’environnement organisationnel[31].

L'échelle MLCST, développée par Yvan Paquet, Geneviève Lavigne et Robert Vallerand (2022), situe le lieu de maîtrise au travail sur une grille à quatre pôles :
- l'internalité : croyance selon laquelle les événements professionnels dépendent de ses propres actions ;
- l'influence des collègues : croyance selon laquelle les collègues influencent fortement les résultats au travail ;
- l'influence de la hiérarchie : croyance selon laquelle le supérieur hiérarchique détermine les succès ou échecs ;
- le hasard : croyance selon laquelle les événements professionnels sont régis par la chance ou le destin[32].